# Cancilla kermadecensis
Cancilla kermadecensis är en snäckart som först beskrevs av Walter Olivier Cernohorsky 1978.  Cancilla kermadecensis ingår i släktet Cancilla och familjen Mitridae. Inga underarter finns listade i Catalogue of Life.